# Prima guerra del Nagorno Karabakh
La prima guerra del Nagorno Karabakh è stato un conflitto armato che si è svolto tra il gennaio 1992 e il maggio 1994, nella piccola enclave del Nagorno Karabakh, nel sud-ovest dell'Azerbaigian, tra la maggioranza etnica armena del Nagorno Karabakh, sostenuta dalla Repubblica Armena, e la Repubblica dell'Azerbaigian.
Preceduto, a partire dal 1988, da atti di violenza e di pulizia etnica compiuti da entrambe le parti, il conflitto scoppiò in seguito al voto del parlamento del Nagorno Karabakh il quale, facendo leva su una legge sovietica allora vigente, dichiarò la nascita della Repubblica del Karabakh Montagnoso (Nagorno Karabakh)-Artsakh.
In base a tale legge del 3 aprile 1990 (Registro del Congresso dei deputati del popolo dell'Urss e Soviet Supremo, n.13 pag 252) se all'interno di una repubblica che decideva il distacco dall'Unione vi era una regione autonoma (oblast'), questa aveva diritto di scegliere attraverso una libera manifestazione di volontà popolare se seguire o meno la repubblica secessionista nel suo distacco dall'Urss. Il 30 agosto 1991, l'Azerbaigian decise di lasciare l'Unione e diede vita alla repubblica di Azerbaigian. Il 2 settembre il soviet del Nagorno Karabakh decise di non seguire l'Azerbaigian e votò per la costituzione di una nuova entità statale autonoma. Il 26 novembre il Consiglio Supremo dell'Azerbaigian riunito in sessione straordinaria approvò una mozione per l'abolizione dello statuto autonomo del Karabakh ma la Corte Costituzionale sovietica due giorni dopo la respinse, in quanto non più materia sulla quale l'Azerbaigian poteva legiferare. Il 10 dicembre 1991 la neonata repubblica del Nagorno Karabakh-Artsakh votò il referendum confermativo al quale fecero seguito le elezioni politiche per il nuovo parlamento.
Il 6 gennaio 1992 venne ufficialmente proclamata la repubblica, il 31 dello stesso mese cominciano i bombardamenti azeri sulla regione. Alla fine della guerra, nel 1994, il Nagorno-Karabakh si consolida come repubblica de facto non ancora riconosciuta peraltro dalla comunità internazionale. L'Azerbaigian lamenta la perdita del suo territorio e rivendica il principio di integrità territoriale, mentre dal canto loro gli armeni rivendicano quello di autodeterminazione dei popoli.
Per gli armeni del Nagorno-Karabakh il territorio ricompreso nei confini dell'oblast' sovietico e dal quale è nata la nuova repubblica non ha mai fatto parte ufficialmente della nuova repubblica dell'Azerbaigian la quale peraltro nel suo Atto Costitutivo del 1991 (art. 2) rigettava l'esperienza sovietica e si richiamava alla prima repubblica armena (1918-20) nella quale il Karabakh non fu mai compreso perché venne assegnato all'Azerbaigian (sovietico) solo nel 1921. Rimangono non eseguite le quattro Risoluzioni del Consiglio di Sicurezza delle Nazioni Unite (n. 822, 853, 874 e 884, tutte del 1993 mentre era in corso il conflitto) sul “ritiro delle forze di occupazione dalle aree occupate appartenenti alla Repubblica dell'Azerbaigian”. Dalla fine della guerra, i rapporti tra Armenia e Azerbaigian sono ancora molto tesi. Nel 2008, il presidente azero Ilham Aliyev ha dichiarato che "il Nagorno-Karabakh non sarà mai indipendente, questa posizione è sostenuta dai mediatori internazionali, nonché l'Armenia, deve accettare la realtà".
I due paesi sono ancora tecnicamente in guerra e il governo dell'Azerbaigian minaccia di riconquistare il Nagorno-Karabakh con la forza militare, se la mediazione dell'OSCE, Gruppo di Minsk, non riuscirà nel suo compito.
Le zone di confine tra il Nagorno-Karabakh e l'Azerbaigian rimangono militarizzate in un regime di "cessate il fuoco" spesso violato da entrambe le parti.

## Antefatti
Il tema della potestà territoriale sul Nagorno-Karabakh è un argomento di forte dibattito tra armeni e azeri. La storia del Nagorno-Karabakh - l'antica provincia armena di Artsakh - attraversa due millenni, nei quali è passato sotto il controllo di diversi imperi. Il conflitto odierno però nasce dagli eventi verificatisi dopo la prima guerra mondiale; poco prima della fine dell'Impero ottomano, l'Impero russo collassò nel 1917 e passò sotto il controllo dei bolscevichi. Tre nazioni del Caucaso, Armenia, Azerbaigian e Georgia, precedentemente sotto il controllo russo, dichiararono la propria indipendenza per formare la Repubblica Federale Democratica Transcaucasica, la quale si dissolse dopo tre mesi dalla sua nascita.

### Guerra armeno-azera
Tra il 1918 e il 1920 si ebbero degli scontri tra la Repubblica democratica armena e la Repubblica democratica azera in tre regioni specifiche: Nakchivan, Zangezur (l'attuale provincia armena di Syunik) e nel Nagorno-Karabakh. Alla base del conflitto c'erano delle dispute riguardanti i confini. Già il primo Congresso del popolo del Karabakh (22 luglio 1918) aveva proclamato la regione indipendente. Analoghe richieste vennero avanzate nei Congressi successivi sino al Decimo (26 maggio 1920) mentre nel frattempo (1919) il comando britannico di stanza nel Caucaso meridionale e in Persia, in seguito alla capitolazione dell'Impero ottomano, aveva affidato in maniera provvisoria il Karabakh e Zangezur al funzionario azero Khosrov bey Sultanov, il quale divenne governatore-generale delle due province, lasciando la decisione finale alla Conferenza di pace di Parigi.

### Divisione sovietica

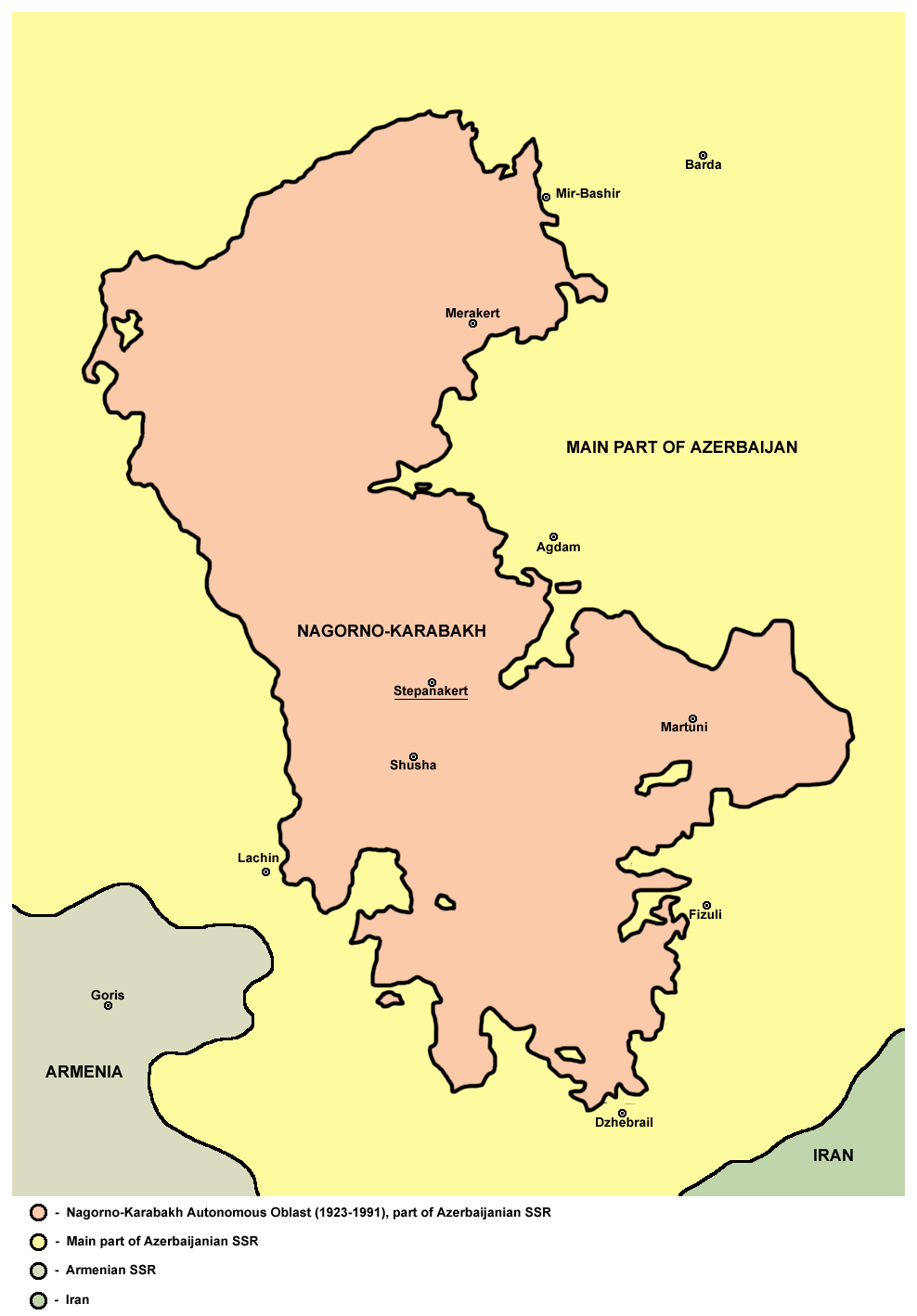

Nell'aprile del 1920 l'Unione Sovietica, con l'11ª Armata, invase il Caucaso creando nel 1922 la RSSF Transcaucasica che divenne una delle repubbliche sovietiche. Successivamente venne formato un comitato composto da sette membri che prese il nome di Ufficio Caucasico, più spesso indicato come Kavburo. Sotto la supervisione del Commissario del popolo per le nazionalità, ruolo ricoperto al tempo da Iosif Stalin, il Kavburo venne incaricato di dirimere le questioni riguardanti il Caucaso. In data 4 luglio 1921, il Kavburo prese la decisione, con una maggioranza di 4 a 3, di concedere la sovranità territoriale del Nagorno-Karabakh alla neonata RSS di Armenia ma il giorno successivo il Kavburo mutò la decisione presa e la regione venne assegnata alla RSS Azera il cui Soviet peraltro aveva riconosciuto (telegramma del 30 novembre 1920) l'armenità della regione ed il diritto dell'Armenia (ora divenuta essa pure sovietica) ad amministrarla. L'Oblast' autonoma del Nagorno Karabakh fu creata nel 1923, la capitale fu spostata da Shushi a Stepanakert; il 94% della popolazione era di etnia armena.
Studiosi armeni e azeri hanno considerato il comportamento sovietico come un'applicazione russa del principio Divide et impera. Altri hanno visto la decisione sovietica sul Nagorno Karabakh come un atto per mantenere buon rapporti con la Turchia di Atatürk. Durante i decenni successivi di dominio sovietico, gli armeni mantennero sempre forte il desiderio di unificare il Nagorno Karabakh con l'Armenia, alcuni esponenti del Partito Comunista Armeno tentarono di porlo in essere, tra questi Aghasi Khanjian. Gli armeni sostenevano che i loro diritti nazionali fossero stati soppressi e le loro libertà culturali ed economiche ridotte.
Mentre la regione del Nakhichevan (dove gli armeni all'inizio del Novecento erano oltre il 60% della popolazione) aveva progressivamente perso tale etnia, nel Nagorno Karabakh la percentuale di armeni era rimasta altissima in virtù di una particolare configurazione del territorio e non da ultimo per il fatto che esso non aveva alcuna contiguità territoriale con l'Armenia.

## Il risveglio della questione del Karabakh
Michail Gorbačëv salì al potere nel 1985, iniziò ad attuare i suoi piani per riformare l'Unione Sovietica. Piani che si possono riassumere in due politiche, perestrojka e glasnost'. Mentre la perestroika aveva più a che fare con la riforma economica, la glasnost' o "apertura" fu una libertà concessa ai cittadini sovietici per manifestare dissenso circa il sistema comunista e il suo stesso leader.
Il 20 febbraio 1988, alla luce di queste nuove riforme, il Soviet Regionale del Karabakh decise di votare un testo al fine di unificare la regione autonoma con l'Armenia. Il soviet del Karabakh lamentava il fatto che le scuole della regione non avevano libri di lingua armena e che il Segretario generale azerbaigiano Heydar Aliyev (futuro presidente dell'Azerbaigian) stava adottando delle misure politiche al fine di aumentare numericamente l'etnia azera nella regione del Nagorno Karabakh. Nel 1988, infatti, la popolazione armena del Karabakh si era ridotta a quasi i tre quarti della popolazione totale.
Il movimento venne guidato da popolari personaggi armeni e trovò anche il supporto di intellettuali russi. Secondo il giornalista Thomas De Waal, membri della intelligencija russa, come il dissidente Andrej Sacharov, espressero un "supporto abbastanza semplicistico" per gli armeni che protestavano nelle strade di Erevan, dovuto alla vicinanza delle relazioni tra intellettuali russi e armeni. Le opinioni di Sacharov sulla questione del Karabakh furono controverse, inizialmente prese posizione a favore degli armeni, guidato dalla moglie armena, successivamente propose diverse e complesse vie d'uscita dal conflitto.
Un supporto più deciso per il movimento tra l'élite russa venne manifestato attraverso la stampa: nel novembre del 1987 L'Umanité pubblicò il commento di Abel Aganbegyan, un consigliere economico di Gorbačëv, nel quale si suggeriva che il Nagorno Karabakh fosse ceduto all'Armenia. Prima della dichiarazione, a Erevan, si ebbero delle proteste degli armeni e scioperi dei lavoratori con i quali si chiedeva l'unificazione con il Nagorno. Gli azeri a loro volta protestarono a Baku.
Dopo le dimostrazioni di Yerevan per chiedere l'unificazione con il Nagorno Karabakh, Gorbačëv incontrò i due leader del movimento armeno nel frattempo organizzatosi in un Comitato Karabakh, Zori Balayan e Silvia Kaputikian, il 26 gennaio 1988; Gorbačëv chiese una moratoria di un mese sulle dimostrazioni. Al suo ritorno in Armenia, la sera stessa, Silvia Kaputikian si rivolse alla folla affermando che "gli armeni avevano trionfato" mentre in realtà Gorbačëv non aveva fatto alcuna promessa concreta. Secondo Svante Cornell, questa azione era rivolta a forzare la decisione di Mosca.

### Askeran
L'aumento delle tensioni determinò lo scoppio di scontri etnici tra gli armeni e gli azeri che vivevano nel Karabakh. Già verso la fine del 1987 i rifugiati azeri provenienti dai villaggi di Kapan e Meghri in Armenia protestarono affermando di essere stati obbligati a lasciare le loro abitazioni a causa delle tensioni. Nel novembre del 1987 due treni pieni di azeri arrivarono alla stazione di Baku. Successivamente, intervistati, i sindaci delle due città sostennero che all'epoca non vi fossero tensioni e che non vi fossero documenti che provassero le espulsioni forzate.
Il 20 febbraio 1988 due studentesse azere che effettuavano il praticantato presso l'ospedale di Stepanakert furono stuprate da armeni. Due giorni dopo si tenne un confronto diretto tra le due comunità presso la città di Askeran nel Nagorno Karabakh, la situazione degenerò in uno scontro durante il quale due giovani azeri furono uccisi, uno dei quali probabilmente per mano di un poliziotto del posto, forse azero. In data 27 febbraio 1988, il vice-procuratore sovietico Alexander Katusev mentre parlava alla Televisione centrale di Baku riportò la notizia che due abitanti del distretto di Agdam erano stati uccisi e citò due nomi islamici.

### Pogrom di Sumgait
Gli scontri di Askeran furono il preludio ai pogrom di Sumgait, dove le notizie provenienti dal Karabakh diedero il via ad una serie di proteste a partire dal 27 febbraio 1988; parlando alle folle i rifugiati azeri provenienti dalla città armena di Ghapan accusarono gli armeni di omicidi e atrocità tra cui stupri e asportazione dei seni. Secondo i media sovietici, tali affermazioni furono smentite e molti di coloro che parlarono erano agenti provocatori. Nel giro di poche ore venne scatenato un pogrom contro gli armeni residenti a Sumgait, città posta 25 km a nord di Baku. Bande armate di azeri circolarono per la città, gli armeni furono pestati, stuprati e uccisi lungo le strade e all'interno delle loro abitazioni, le violenze diminuirono dopo tre giorni e solo in seguito all'arrivo delle forze armate sovietiche il 1º marzo. I pogrom portarono alla morte di 32 persone (26 armeni e 6 azeri) secondo fonti sovietiche, mentre secondo la fonte armena la reale entità delle vittime non fu calcolata. Dopo le violenze, tutta la popolazione armena di Sumgait lasciò la città.
I pogrom crearono una frattura netta, non più sanabile, tra le due etnie sia in Azerbaigian che in Armenia e negli anni successivi furono pretesto per azioni vendicative di rappresaglia.

### Nuovo scontro politico
In data 10 marzo Gorbačëv decise che il confine fra le due repubbliche non sarebbe mutato in accordo con l'articolo 78 della Costituzione sovietica, affermando inoltre che diverse altre regioni sovietiche desideravano mutamenti territoriali e ridisegnare i confini del Karabakh avrebbe creato un pericoloso precedente. Gli armeni, che disprezzavano la decisione del Kavburo del 1921, vedevano nei loro sforzi la possibilità di correggere un errore storico, anche in base al principio di autodeterminazione dei popoli, principio garantito nella costituzione; gli azeri d'altro canto vedevano le richieste armene come inaccettabili e si allinearono alla posizione di Gorbačëv.
Il 12 marzo il Soviet supremo del Nagorno-Karabakh con una decisione presa all'unanimità dei presenti cambiò il nome ritornando alla antica denominazione armena di Artsakh: un gesto simbolico, privo di reale contenuto, ma dal significato fortemente politico.
Il 23 marzo anche il Soviet supremo dell'Unione Sovietica rigettò la domanda degli armeni di cedere la sovranità del Nagorno Karabakh all'Armenia. A Yerevan vennero inviate preventivamente delle truppe per sedare eventuali proteste. I tentativi di Gorbačëv per stabilizzare la regione furono inutili, poiché entrambe le parti rimasero intransigenti. In Armenia era forte la convinzione per cui ciò che era successo per la regione del Nakhichevan, prima del suo assorbimento da parte sovietica, avrebbe potuto ripetersi con il Nagorno Karabakh.

## Violenze interetniche
Gli armeni rifiutarono un compromesso di Gorbačëv per calmare la situazione il quale includeva un pacchetto di 400 milioni di rubli per introdurre libri di testo e programmi televisivi armeni nel Karabakh. Allo stesso tempo gli azeri rimasero fermi nella loro posizione di non cedere alcun territorio all'Armenia. Le richieste di cedere il Karabakh si placarono, per poco tempo, quando un terremoto devastante colpì l'Armenia radendo al suolo le città di Leninakan (l'odierna Gyumri) e Spitak, uccidendo circa 25 000 persone. Il conflitto però esplose nuovamente quando gli undici membri del neonato Comitato Karabakh, (già "Comitato per la riannessione del Karabakh", KRUNK), incluso il futuro presidente dell'Armenia Levon Ter-Petrossian, furono incarcerati durante il caos successivo al terremoto. Le relazioni tra Armenia e Cremlino si raffreddarono ulteriormente, gli armeni disprezzarono Gorbačëv per la gestione dei soccorsi del terremoto e la per sua posizione sulla questione del Karabakh.
Nei mesi successivi ai pogrom di Sumgait si verificarono espulsioni forzate sia per gli armeni che vivevano in Azerbaigian sia per gli azeri che vivevano in Armenia: entrambi i gruppi furono costretti a lasciare le loro case. Secondo il governo azero tra il 27 e il 29 novembre 1988, 33 azeri furono uccisi nelle città di Spitak, Gugark e Stepanavan e 215 tra gli anni 1987 - 1989. Fonti azere riportano che una colonna di rifugiati azeri, espulsi dalle loro case sotto la minaccia della morte furono massacrati a Spitak il 28 novembre. Secondo il parlamentare e ricercatore Arif Yunusov, nello stesso anno 20 azeri provenienti dal villaggio armeno di Vartan vennero bruciati vivi. Le fonti armene invece riportano che nel periodo 1988-1989 le vittime azere furono 25.
Scontri etnici si verificarono anche nelle città dell'Azerbaigian, nel dicembre 1988 a Kirovabad dove pogrom anti armeni provocarono decine di morti e feriti, inclusi quattro soldati colpiti quando le truppe sovietiche intervennero per tentare di bloccare gli attacchi contro gli armeni. Vi sono varie stime sul numero di vittime registrate durante i primi due anni di conflitto; il governo azero sostiene che 216 azeri furono uccisi in Armenia mentre il ricercatore Arif Yusunov indica 127 morti solo nel 1988. Nell'ottobre 1989 un articolo del Time affermava che fino al febbraio 1988 si ebbero 100 morti tra Armenia e Azerbaigian.
Intanto, dopo che il Soviet supremo dell'Urss aveva sciolto (28 novembre 1989) l'Autorità speciale in Karabakh, rimpiazzata un paio di mesi dopo da un Comitato organizzativo repubblicano azero, il primo dicembre i soviet dell'Armenia e del Karabakh votarono per la riunificazione di questo con Yerevan. Tale deliberazione venne bocciata da Mosca la cui posizione venne tuttavia rigettata con fermezza dalle autorità locali.

### Gennaio nero
Gli scontri interetnici che si verificarono con sempre maggiore frequenza cominciarono a pesare sulle popolazioni di entrambi i paesi, inducendo la maggior parte degli armeni dell'Azerbaigian e degli azeri dell'Armenia a spostarsi rispettivamente in Armenia e in Azerbaigian. La situazione del Nagorno Karabakh si fece così difficile che nel gennaio 1989 il governo centrale di Mosca prese temporaneamente il controllo della regione, un'azione ben accettata dagli armeni. Nel settembre '89 i leader del Fronte popolare azero e suoi sostenitori organizzarono un blocco ferroviario a danno dell'Armenia e dell'Oblast' autonoma del Nagorno Karabakh; tale azione paralizzò l'economia armena dato che l'85% dei beni e materiali viaggiava su binari e qualcuno sostenne che questa fu una risposta all'embargo armeno contro la RSSA di Nakhichevan disposto l'estate precedente, il cui collegamento ferroviario fu di fatto interrotto a causa anche degli attacchi dei militanti armeni contro il personale ferroviario azero che entrava in Armenia, il quale si rifiutò di svolgere il servizio.
Nel gennaio 1990 un altro pogrom contro gli armeni a Baku con decine di morti spinse Gorbačëv a dichiarare lo stato di emergenza e ad inviare le truppe sovietiche per ristabilire l'ordine. All'interno del movimento independentista azero vennero inviati degli agenti per influenzare lo sviluppo della situazione. Le truppe sovietiche ricevettero l'ordine di occupare Baku alla mezzanotte del 20 gennaio 1990. I residenti, che videro i carri armati giungere intorno alle 5:00 del mattino, affermarono che furono i soldati sovietici i primi a sparare. Lo Shield Report, una commissione indipendente composta da militari sovietici dell'ufficio del procuratore, respinse le dichiarazioni dei militari che assumevano di aver risposto al fuoco non trovando le prove che le barricate poste nelle strade di Baku fossero armate. Venne stabilito il coprifuoco e violenti scontri scoppiarono tra soldati sovietici e ribelli azeri del Fronte popolare; in un caso si ebbero 120 morti tra gli azeri e 8 tra le truppe sovietiche. In questo periodo il Partito Comunista dell'Azerbaigian cadde e l'ordine impartito alle forze sovietiche era per lo più quello di mantenerlo al potere invece che proteggere la popolazione armena della città. Tali eventi vengono ricordati come il "gennaio nero" e determinarono un indebolimento delle relazioni tra l'Azerbaigian e il governo di Mosca.

### Scontri di Qazak
L'Azerbaigian aveva diverse enclavi in territorio armeno: Yukhari Askipara, Barkhudarli e Sofulu nel nordest e la exclave di Karki nel Nakhchivan. Agli inizi del 1990 la strada che correva lungo il confine del villaggio di Bağanis fu posta sotto continuo attacco da miliziani azeri. Nello stesso periodo, forze armene attaccarono le sopra citate enclavi azere in territorio armeno e i villaggi di confine di Qazak e Sadarak. Il 26 marzo 1990 diversi mezzi con paramilitari armeni giunsero nel villaggio di confine armeno Bağanis, al crepuscolo varcarono il confine e attaccarono il villaggio azero di Bağanis Ayrum. Circa 20 abitazioni furono incendiate e dagli otto ai dieci abitanti azeri del villaggio furono uccisi. I corpi dei componenti di una famiglia, compresi gli infanti, furono ritrovati carbonizzati all'interno della loro abitazione anch'essa bruciata. Giunsero le truppe del Ministero degli interni sovietico ma gli assalitori erano già fuggiti.
In data 18 agosto un grande assembramento di militanti armeni venne notato vicino al confine. Nei giorni successivi, il dipartimento dell'esercito nazionale armeno bombardò i villaggi azeri di Yuxarı Əskipara, Bağanis Ayrum, Aşağı Əskipara e Quşçu Ayrım e secondo le testimonianze visive furono utilizzati razzi a propulsione, granate e mortai. Il primo attacco venne respinto, una volta giunti i rinforzi da Erevan, le forze armene riuscirono a conquistare Yuxarı Əskipara e Bağanis Ayrum. Il 20 agosto, carri armati, cannoni contraerei ed elicotteri d'assalto dell'Armata rossa agli ordini del Maggior generale Yuri Shatalin arrivarono sul posto e alla fine della giornata tutte le posizioni armene si ritirarono. Secondo il Ministero degli interni sovietico, un ufficiale del ministero e due ufficiali di polizia vennero uccisi, mentre nove soldati e tredici residenti feriti. Secondo i rapporti armeni, ci furono cinque morti e venticinque feriti tra i miliziani; mentre secondo i media azeri si ebbero circa trenta morti e cento feriti.

### Operazione Anello
Nella primavera del 1991 il presidente sovietico Gorbačëv indisse uno speciale referendum a livello nazionale denominato Trattato dell'Unione, il quale avrebbe stabilito se le repubbliche sovietiche sarebbero rimaste unite. Da poco eletti, leader non-comunisti salirono al potere nelle repubbliche sovietiche, tra questi Boris El'cin in Russia (Gorbačëv rimase presidente dell'Unione) Levon Ter-Petrossian in Armenia e Ayaz Mutalibov in Azerbaigian. L'Armenia e cinque altre repubbliche boicottarono il referendum, l'Armenia tenne un proprio referendum e in seguito dichiarò l'indipendenza dall'URSS il 21 settembre 1991, mentre l'Azerbaigian votò in conformità al trattato salvo poi uscire dall'Unione ancor prima degli armeni (30 agosto).
Nella regione del Karabakh armeni e azeri incominciarono ad armarsi, Mutalibov si rivolse a Gorbačëv per chiedere un'operazione che disarmasse gli armeni; tra fine aprile e inizio maggio 1991 forze interne di sicurezza sovietica (OMON russi e azeri) intervennero nel nord del Karabakh (regione di Shahumian) e nei pressi del confine tra l'Azerbaigian e l'Armenia settentrionale.
Scopo ufficiale dell'operazione (conosciuta come operazione Anello o anche come "operazione controllo passaporti") doveva essere quello di disarmare le milizie armene che operavano in tali zone; in realtà l'intervento si trasformò in una sorta di pulizia etnica giacché la quasi totalità della popolazione armena venne trasferita altrove. Si registrano numerosi morti e feriti.

### Primo tentativo di mediazione
Il presidente russo Boris El'cin e il presidente kazako Nursultan Nazarbayev furono i promotori del primo tentativo per giungere ad una pacificazione nel settembre 1991. Dopo i colloqui di pace a Baku, Ganja, Stepanakert e Erevan del 20 - 23 settembre, le parti si accordarono per firmare la Dichiarazione di Železnovodsk nella omonima città russa indicando i principi di: integrità territoriale, non interferenza negli affari interni di stati sovrani, osservanza dei diritti umani come base per un accordo. La convenzione venne firmata da El'cin, Nazarbaev, Mutalibov, e Ter-Petrosian al termine di un negoziato di dodici ore.
Gli effetti, però, terminarono quando un elicottero azero MI-8 venne abbattuto vicino al villaggio di Karakend nel distretto di Khojavend, al suo interno si trovava il gruppo di mediatori per la pace formato da: osservatori russi e kazaki e da alti ufficiali azeri.

## Verso la guerra

### Dichiarazione di autodeterminazione
Tre giorni dopo la decisione dell'Azerbaigian di lasciare l'Unione Sovietica, il soviet del Nagorno Karabakh (in seduta congiunta con i soviet distrettuali) vota la secessione dall'Azerbaigian in virtù della già ricordata legge del 1990 che gli consente di non seguire la repubblica nella sua decisione di separazione dall'Urss.

### La situazione negli ultimi giorni dell'URSS
Il 26 novembre il Consiglio supremo dell'Azerbaigian vota l'abolizione dello statuto autonomo del Nagorno Karabakh e ribattezza il capoluogo Kankendi, senza tenere in alcun conto il pronunciamento di indipendenza del 2 settembre. Tale provvedimento è tuttavia rigettato dalla Corte Costituzionale dell'Urss in quanto lesivo dei diritti della Repubblica del Nagorno Karabakh.
Il 10 dicembre la neonata repubblica tiene un referendum per la convalida della decisione di autodeterminazione che si conclude con il 98% dei consensi. Vengono quindi tenute elezioni politiche, monitorate da osservatori internazionali, per la formazione del nuovo parlamento. Nel frattempo, il 26 dicembre il Soviet Supremo dell'Urss dichiara formalmente lo scioglimento dell'Unione.

## 1992

### Inizio della guerra

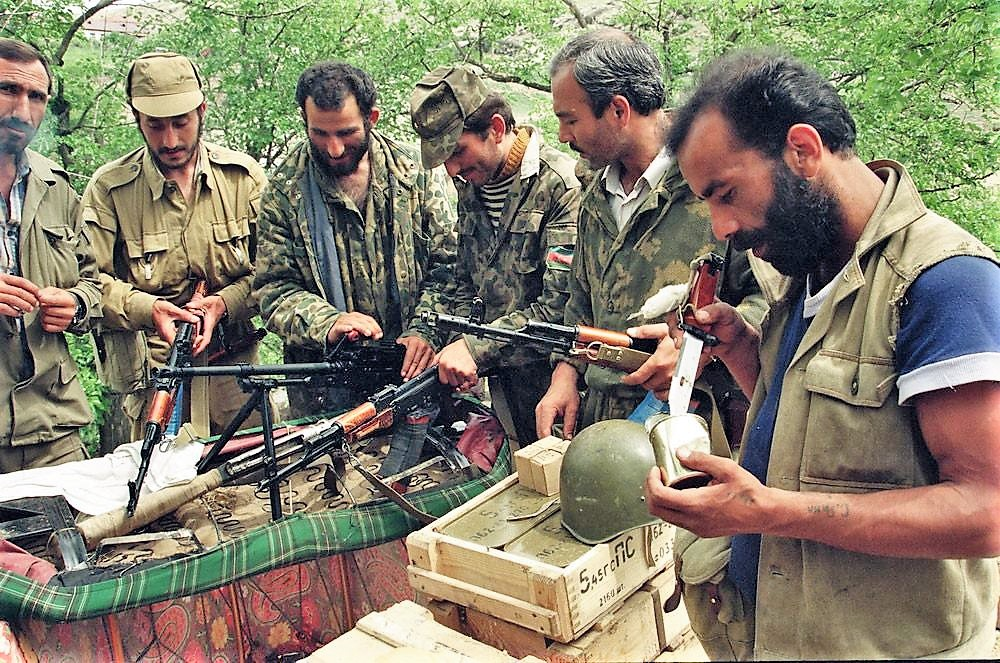
Soldati azeri durante la guerra, 1992

A mezzogiorno del 31 gennaio inizia ufficialmente la guerra del Nagorno Karabakh: migliaia di soldati azeri, con l'ausilio di blindati, lasciano Agdam per dirigersi verso le montagne del Karabakh. Violenti bombardamenti colpiscono la capitale Stepanakert mentre si hanno notizie di conquiste azere nei villaggi di Nakhicivanik, Khramort e Farruk. I combattimenti più violenti si registrano nel distretto di Askeran e nei pressi della città di Shushi, l'unica di tutta la regione ad avere una forte componente azera. Dal canto loro gli armeni conquistano i villaggi di Malibayli, Karadagly e Aghdaban con un numero di quasi un centinaio di vittime.

### Khojaly
Il 25 febbraio la cittadina di Khojaly (nella provincia di Askeran lungo la strada che da Stepanakert conduce ad Agdam) è teatro del peggior massacro nella storia pur drammatica del conflitto.
La località (con una popolazione stimata tra i 6 000 ed i 10 000 abitanti) è sede dell'unico aeroporto della regione nonché di una base di artiglieria azera che tiene sotto tiro Stepanakert.
Secondo la parte azera, gli armeni dopo aver conquistato la città attuarono l'uccisione di alcune centinaia di civili che stavano evacuando la stessa attraverso un corridoio umanitario. Il governo armeno ha negato la responsabilità del fatto assumendo che l'unico obiettivo dell'operazione era quello di silenziare l'artiglieria nemica che colpiva la capitale. Un numero definitivo delle vittime non è mai stato fatto; stime cautelative hanno indicato in 485 il numero delle vittime che per le autorità azere furono 613: fra esse molte donne e bambini.

### Maragha
Poco meno di due mesi dopo il massacro di Khojaly un'altra strage insanguina la regione. Il 10 aprile forze azere fanno irruzione nel villaggio di Maragha danno fuoco alle abitazioni, rapiscono un centinaio di persone e lasciano al suolo una cinquantina di cadaveri.

### Presa di Shushi
L'8 maggio rappresenta una delle date più importanti nella storia del conflitto allorché le milizie armene conquistano la roccaforte azera di Shushi. Dopo la cattura di Khojaly la città, arroccata su una montagna ad una quota tra i 1400 ed i 1800 metri, è rimasta l'ultimo bastione azero. Proprio all'indomani dell'ennesimo tentativo di comporre pacificamente il contenzioso (Dichiarazione di Teheran), l'8 maggio una forza di alcune centinaia di uomini, spalleggiati da carri armati ed elicotteri, attacca la città. I combattimenti si sviluppano nelle stradine della città vecchia e il numero finale sarà di alcune centinaia di caduti. Al termine degli scontri, per quanto numericamente superiori, le forze azere si ritirano. La battaglia, che si conclude il giorno seguente, era cominciata con un'operazione che aveva sorpreso le difese azere: un gruppo di armeni, guidati da Arkady Ter-Tatevosyan, scala la parete di roccia e raggiunge la sommità della città creando scompiglio tra i difensori che non si aspettavano un attacco alle spalle e non avevano protetto quel fianco della montagna. La liberazione di Shushi è fondamentale per gli armeni giacché interrompe i bombardamenti sulla capitale Stepanakert e consente di puntare alla liberazione del Corridoio di Laçın.

### Conquista di Laçın
Il 18 maggio le forze armene (che dal 9 maggio sono ufficialmente organizzate nell'Esercito di difesa del Nagorno Karabakh) entrano nel villaggio di Laçın, conquistano il territorio circostante e rompono per la prima volta l'isolamento dell'enclave armena del Karabakh. Attraverso il collegamento con l'Armenia affluiscono aiuti militari e generi di prima necessità per la popolazione.

### Operazione Goranboy
Verso metà giugno gli azeri lanciano una potente offensiva (denominata "Operazione Goranboy") finalizzata ad assumere il controllo dell'intero Nagorno Karabakh e porre una decisiva fine alla resistenza armena. Il 12 giugno vengono lanciati attacchi nella regione di Askeran con l'impiego di oltre 4 000 uomini, divisi in due gruppi, che riescono a conquistare alcuni villaggi del distretto. Il 18 giugno il governo del Nagorno Karabakh dichiara lo stato di emergenza su tutto il territorio nazionale. Il 2 luglio gli azeri conquistano Martakert.
L'offensiva azera su larga scala spinge il governo dell'Armenia a minacciare apertamente un suo intervento diretto in difesa della popolazione armena del Nagorno Karabakh; e mentre le milizie armene teorizzano di far saltare la diga di Sarsang circa trentamila armeni fuggono nella capitale Stepanakert. L'operazione consente agli azeri di conquistare in poche settimane quasi metà del territorio della regione.

### Offensive di Martakert e Martuni
Contemporaneamente all'Operazione Goranboy, l'Azerbaigian pianifica un'altra offensiva più a sud, nella regione di Martuni. La forza d'attacco comprende alcune decine di carri armati spalleggiati da numerose compagnie di fanteria. Le forze di difesa armene, comandate da Monte Melkonian, riescono a resistere agli assalti del nemico. Tuttavia la situazione all'interno della repubblica del Nagorno Karabakh, alla luce delle difficoltà militari delle ultime settimane, è caotica ed il governo rassegna le dimissioni il 17 agosto. Il potere viene quindi assunto da un Consiglio denominato "Comitato di difesa dello stato" presieduto da Robert Kocharyan che avrebbe governato lo stato fino alla fine del conflitto. Nel frattempo gli azeri lanciano nuove offensive aeree bombardando obiettivi civili. Nonostante lo sforzo bellico, tuttavia, l'Azerbaigian non riesce ad avere la meglio sul nemico ed il 1992 si chiude con un sostanziale stallo delle attività militari.

## 1993

### Stato del conflitto
Il Nagorno Karabakh e l'Armenia sono in ginocchio: il blocco delle frontiere (compresa quella unilaterale decisa dalla Turchia) hanno pesantissime ripercussioni economiche sulla popolazione, aggravate da un inverno rigidissimo e dalla chiusura della centrale nucleare di Metsamor a seguito del terremoto del 1988. A gennaio si registrano nuovi tentativi azeri di sfondamento nei distretti di Martakert e Martuni, ma il 5 febbraio parte una controffensiva armena che consente di guadagnare progressivamente terreno nel nord del paese: viene riconquistata la zona intorno al bacino idrico di Sarsang (con la relativa centrale idroelettrica vitale per l'approvvigionamento energetico del paese) e conquistata la strada che conduce al distretto di Kelbajar che rimane sotto controllo azero ma completamente isolato dal resto dell'Azerbaigian.

### Battaglia di Kelbajar
Il rajon di Kelbajar si trova stretto tra il Nagorno Karabakh e l'Armenia: conta circa 60 000 abitanti sparsi in alcune decine di villaggi. La conquista da parte degli armeni della zona intorno a Sarsang e della relativa strada di comunicazione isola di fatto il distretto. Tra il 27 marzo ed il 4 aprile si scatena una violenta battaglia, forse decisiva per le sorti finali del conflitto. In previsione dell'imminente scontro gli azeri avevano cominciato ad evacuare da metà marzo la popolazione facendola affluire verso i centri urbani o trasferendola attraverso l'impervio passo Omar. Gli armeni muovono sul capoluogo da quattro differenti direttrici: un gruppo proveniente dal Karabakh è guidato da Melkonian, un secondo formato da una cinquantina di uomini proviene dalla città armena di Vardenis attraverso i Monti Mrav (giungendo peraltro in ritardo a causa del copioso innevamento ancora presente), una terza unità muove da Aghdaban (all'interno dello stesso rajon) ed il gruppo principale muove da sud dal villaggio di Nareshtar. Il 31 marzo le milizie armene raggiungono il fiume Tartar, ad una ventina di chilometri dal capoluogo, e lanciano un ultimatum alla popolazione. Il 2 aprile cadono le ultime difese azere ed il 4 aprile gli armeni conquistano definitivamente la regione mentre a Baku viene dichiarato lo stato di emergenza e montano le polemiche per la sconfitta militare.

### Liberazione di Martakert
La crisi politica e militare all'interno dell'Azerbaigian ha ripercussioni pesantissime sull'andamento del conflitto. Il 27 giugno dopo un anno di occupazione viene liberata Martakert, mentre ancora gli armeni piangono la morte del loro "Comandante Avo" (Melkonian) colpito in uno scontro a fuoco nei pressi del villaggio di Merzuli. Il 4 luglio gli azeri lanciano una nuova offensiva nello stesso distretto ed in quello di Askeran senza però riuscire a recuperare le posizioni perdute, mentre gli armeni di contro riescono a conquistare il villaggio di Shelly (distretto di Agdam) utilizzato come base di artiglierie verso Stepanakert.

### Caduta di Agdam
Il 24 luglio cade Agdam, importante città nella pianura azera proprio sotto i rilievi del Karabakh. Da una ventina di giorni il capoluogo dell'omonimo distretto è sottoposto a pesanti bombardamenti che distruggono gran parte della città dalla quale la popolazione (circa 60 000 abitanti) è oramai fuggita. Il presidente azero Aliyev, prevedendo un collasso militare, tenta una mediazione con il governo del Nagorno Karabakh (ed è la prima volta che le autorità azere prendono contatto con il governo non riconosciuto) e con i mediatori del Gruppo di Minsk.

### Fizuli, Jibrail e Zangilan
Conquistato saldamente tutto il nord del paese, le milizie armene possono rivolgere i propri sforzi verso sud. Ad agosto cadono, uno dopo l'altro, tutti i territori che si estendono tra il confine meridionale dell'oblast karabakho e la frontiera con l'Iran: Fizuli (24 agosto), Jebrail (26 agosto), Gubatly (31 agosto) e più tardi Horadiz (23 ottobre) e Zangelan (1º novembre) mentre una massa di profughi in fuga (circa centomila persone) preme sulla frontiera e preoccupa le autorità iraniane. A dicembre l'Azerbaigian tenta di sfondare il settore sud orientale ma senza esito.

## 1994

### Ultime offensive

Soldati armeni nell'Artsakh settentrionale nel 1994 con dei fucili d'assalto AK-47

Il nuovo anno di guerra inizia così come si era concluso quello precedente: gli azeri tentano di riconquistare i territori che avevano perduto ma la sistemazione delle forze in campo (con gli armeni che controllano ormai tutti i punti chiave del territorio) rende vano ogni sforzo. Anzi, il 18 febbraio gli azeri perdono anche il presidio al passo Omar e nuovi tentativi compiuti tra fine mese e marzo nel sud (Fizuli) non ottengono alcun risultato. E quando, a partire dal 10 aprile sono gli armeni a lanciare un'offensiva nel settore nord orientale (Gulistan-Talish), a conquistare in pochi giorni numerosi villaggi (Talish, Chily, Madaghis e Levonark) e a prendere il controllo della strada che da Agdam conduce alla città azera di Barda si capisce che la guerra sta terminando.

## Accordo di Bishkek
Il 5 maggio a Biškek, capitale del Kirghizistan, viene firmato tra Armenia, Azerbaigian e Nagorno Karabakh quello che viene chiamato, appunto, "Accordo di Biškek".
Il 12 maggio i rispettivi ministri della difesa si ritrovano per firmare un accordo di cessate il fuoco in vigore dalla mezzanotte del 17 maggio.

## Conseguenze del conflitto
Un resoconto ufficiale sulle conseguenze del conflitto non è mai stato stilato con precisione. Oltre ai morti (circa 30 000) e ai feriti (oltre 80 000) vanno considerate alcune centinaia di migliaia di profughi che da una parte e dall'altra hanno dovuto abbandonare le proprie case (circa quattrocentomila armeni residenti nell'Azerbaigian e circa cinquecentomila azeri residenti in Armenia, Nagorno Karabakh e territori limitrofi).
Al termine del conflitto la repubblica del Nagorno Karabakh ha esteso il proprio territorio avendo acquisito i sette rajon limitrofi amministrati precedentemente dall'Azerbaigian.
Da un punto di vista strettamente numerico la superficie di tutti i rajon dentro e fuori l'oblast' del Nagorno Karabakh (Fizuli, Jibrayil, Zangilan, Qubadli, Laçın, Kalbajar, Tartar, Agdam, Khojaly, Khankendi e Shusha) interessava un territorio di 12193 km² per una popolazione complessiva di 816 500 abitanti. Di questi almeno 160 000 erano di etnia armena (abitanti nell'Oblast' o nei territori limitrofi); pertanto poco più di 650 000 azeri (circa il 9% dell'intera popolazione che nel 1990 assommava a 7 131 000 abitanti) dovettero lasciare le proprie abitazioni. A questo numero si aggiungono i circa 8 000 che avevano abbandonato l'Armenia all'epoca dei primi scontri etnici. Un flusso inverso si registrò per gli armeni che dovettero abbandonare l'Azerbaigian: dei circa 390 000 censiti nel 1990, circa 230 000 fuggirono in Armenia.
A conclusione delle vicende belliche la repubblica del Nagorno Karabakh aveva esteso il suo territorio fino a raggiungere gli attuali 11458 km²: 735 km² in meno rispetto all'intera superficie dei distretti sopra elencati, conseguenza dell'Operazione Anello nella regione di Shahoumian e di alcune perdite. I territori limitrofi all'oblast' (divenuto repubblica nel 1991) assommano a 7070 km² (pari a circa l'8% di tutto il territorio dell'Azerbaigian).

## Post conflitto e negoziati

### Violazioni del cessate il fuoco
Dalla firma dell'Accordo di Biškek permane una situazione di latente conflittualità sulla linea di demarcazione tra la repubblica del Nagorno Karabakh e l'Azerbaigian. Con il tempo si sono intensificati gli episodi di cecchinaggio e, in diverse situazioni, le parti sono arrivate allo scontro aperto, inizialmente contenuto nei limiti di schermaglie isolate, poi fattosi sempre più pesante sia dal punto di vista di perdite di vite umane che di impiego di armi.
Tra gli episodi più gravi degli ultimi anni vanno registrati intensi combattimenti nel giugno 1999 nei pressi del villaggio di Karmiravan (Martakert) mentre nel marzo 2000 un tentativo di incursione di truppe azere nel medesimo distretto determina almeno una quindicina di morti fra le stesse. Nel giugno 2003 una decina di soldati azeri cade in una sortita in territorio nemico nei pressi del villaggio di Karakhambeili (Distretto di Füzuli), a marzo 2005 altrettanti periscono mentre tentano un avvicinamento lungo le postazioni di Ağdam. Non mancano inoltre scambi anche cruenti lungo la frontiera tra Azerbaigian ed Armenia.
A marzo 2008 nei pressi del villaggio di Levornarkh (che si trova sulla linea di demarcazione) vengono registrati scontri (chiamati convenzionalmente Schermaglie di Martakert) la cui responsabilità viene rispettivamente addebitata dalle parti al nemico: secondo gli azeri, gli armeni provocano gli scontri per distogliere l'opinione pubblica nazionale dalle polemiche scaturite dalle elezioni presidenziali appena svoltesi ed alle quali hanno fatto seguito gravi incidenti di piazza; a loro volta gli armeni accusano invece il nemico di aver voluto approfittare della situazione interna per saggiare i limiti di difesa delle postazioni avversarie. Per Yerevan a seguito degli scontri muoiono otto azeri, mentre per Baku cadono anche dodici armeni.
Il 18 giugno 2010 si registra nella medesima zona un altro scontro che sembra far precipitare la situazione in modo irreversibile. All'indomani di un ennesimo infruttuoso round di negoziati a Mosca, circa una ventina di soldati azeri tenta una ricognizione in territorio nemico nei pressi del villaggio di Chaylu (Martakert); il combattimento dura diverse ore e, secondo una stima non confermata, lascia al suolo quattro armeni ed un azero. In Armenia montano le polemiche perché il Gruppo di Minsk dell'OSCE stigmatizza genericamente l'accaduto senza una precisa indicazione di condanna verso l'Azerbaigian che nei giorni seguenti allestisce imponenti manovre militari proprio lungo la frontiera. A sua volta il presidente armeno Sargsyan vola a Stepanakert in una visita non programmata mentre alti esponenti del governo rilasciano dichiarazioni in cui si dichiarano pronti a qualsiasi scenario, anche bellico.
Soprattutto a partire dall'estate 2010 si moltiplicano le violazioni del cessate il fuoco e sono numerosi i soldati (prevalentemente armeni) ad essere colpiti da cecchini nemici lungo la linea di confine. A marzo 2011 il ministero della difesa del Nagorno Karabakh denuncia la violazione dello spazio aereo da parte di aerei nemici, mentre a settembre gli armeni abbattono un drone che sta sorvolando il territorio del Nagorno-Karabakh. Il 24 novembre 2011 le milizie armene avviano una massiccia operazione lungo la frontiera in risposta agli attacchi azeri che avevano provocato nei giorni precedenti la morte di due giovani soldati. Non sono stati diffusi i risultati di tale intervento preceduto da dichiarazioni, senza precedenti per la loro durezza, rilasciate dalle autorità dell'Armenia e del Nagorno Karabakh.
Il 2012 segna un ulteriore incremento delle violazioni del cessate il fuoco che interessano non soltanto la frontiera fra Nagorno Karabakh e Azerbaigian ma anche soprattutto il confine fra questo e l'Armenia (regione di Tavush) dove si segnalano numerosi tentativi azeri di penetrazione nel territorio oltre confine con numerose perdite da entrambe le parti.
Per quanto riguarda l'area del Nagorno Karabakh il 26 aprile vengono indirizzati spari su un'autoambulanza con insegne della Croce Rossa Internazionale e due soldati armeni risultano feriti. Il 6 giugno un tentativo di penetrazione nei pressi di Horadiz viene respinto dalle forze armene che tuttavia accusano un caduto e due feriti. Fonti del ministero della difesa della repubblica riferiscono di gravi perdite inflitte al nemico, negate dagli azeri. Tra il 4 ed il 6 giugno due tentativi di incursione azera nel territorio dell'Armenia (regione di Tavush) provocano, secondo stime ufficiose, la morte di otto soldati (tre armeni e cinque azeri); i fatti sono duramente condannati dal Segretario di Stato Usa, Hillary Clinton in visita nella regione proprio in quei giorni.
Il 20 gennaio 2014 si registra un tentativo di incursione azera attuato in due diversi punti della linea di contatto. Secondo fonti armene, non confermate dall'Azerbaigian, il numero è di otto morti e oltre venti feriti fra gli azeri e di un soldato armeno caduto. Pochi giorni dopo un altro soldato dell'Esercito di difesa del Karabakh viene colpito da un cecchino nemico.
Nuovi violenti scontri si segnalano nel mese di agosto, mentre a novembre un elicottero armeno in volo parallelo lungo la linea di demarcazione viene abbattuto da un razzo azero.
Anche il 2015 fa registrare un crescendo di tensione soprattutto nei mesi di gennaio e da agosto sino alla fine dell'anno; proprio a dicembre si registra, per la prima volta dalla fine della guerra, l'uso di un carro armato (azero). L'anno è testimone dell'impiego di armi di medio calibro, lanciarazzi e mortai.

### Trattative di pace

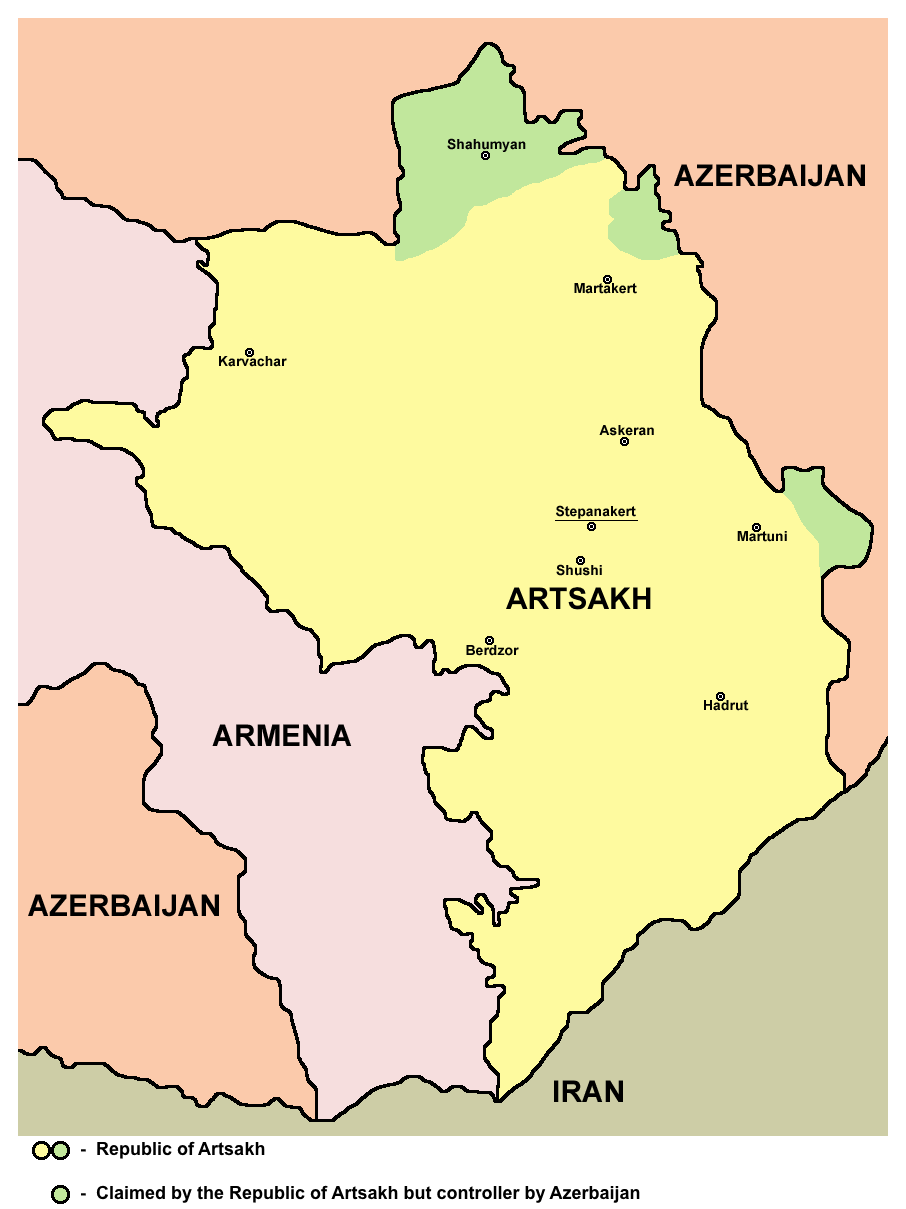
Mappa della Repubblica di Artsakh

Sin dal loro avvio le trattative di pace sono state coordinate dall'OSCE attraverso il Gruppo di Minsk. I primi colloqui, nel 1994 e nel 1995 non concretizzano alcun risultato per il sostanziale immobilismo delle parti. Nel 1996 la dichiarazione conclusiva del Summit OSCE di Lisbona non è firmata dall'Armenia che contesta la posizione espressa nel documento.
Nel maggio 1997 il Gruppo di Minsk presenta un nuovo documento che scontenta sia gli armeni che gli azeri. Altri tentativi e proposte nei mesi a venire non sortiscono alcun risultato. Nel 1999 il presidente armeno Robert Kocharyan e quello azero Ilham Aliyev si incontrano a New York a margine di lavori delle Nazioni Unite: sarà il primo di numerosi incontri tra le massime autorità dei due stati.
Anche i meeting di Parigi (gennaio 2001), Key West in Florida (aprile 2001), Rambouillet in Francia (gennaio 2006) si concludono senza risultati apprezzabili.
Nel 2007 un documento OSCE, i cosiddetti Principi di Madrid, getta le basi per le future discussioni nonostante il livello di insoddisfazione delle parti rimanga alto; il documento verrà rivisto nel 2009 dopo che anche l'incontro di San Pietroburgo (giugno 2008) non è andato a buon fine.
Il 2 novembre 2008 il presidente armeno (ora Serzh Sargsyan) e quello azero si incontrano al castello moscovita di Maiendorf ospiti del collega russo Dmitrij Medvedev e firmano una dichiarazione congiunta (la prima dall'Accordo di Biškek del 1994) in cinque punti che sembra rappresentare una concreta base di mediazione.
Nonostante questo passaggio significativo il negoziato non riesce ad andare avanti. Nuove proposte sono avanzate al G8 del 2009 all'Aquila. Tutti gli incontri a livello ministeriale e presidenziale non sortiscono risultati concreti eccezion fatta per la Dichiarazione di Astrachan' del 2010. 
Ma tra frequenti violazioni del cessate il fuoco, minacce di ripresa dell'ostilità (soprattutto da parte azera) e nuovi vertici falliti la trattativa per la soluzione del contenzioso non riesce a sbloccarsi.

### Ripresa ostilità
A partire dal 2012 si registra un progressivo aumento della tensione non solo fra Nagorno Karabakh e Azerbaigian ma anche fra quest'ultimo e l'Armenia. La vicenda dell'estradizione, ad agosto 2012, dall'Ungheria di Ramil Safarov (condannato all'ergastolo per la uccisione dell'ufficiale armeno Gurgen Margaryan) e l'abbattimento a novembre 2014 di un elicottero armeno che volava prossimo alla linea di contatto tra Karabakh e Azerbaigian sono solo alcuni degli episodi che inaspriscono ancor di più i rapporti fra le parti in causa.
Sia nel 2014 che nel 2015 si registrano gravi incidenti che portano armeni e azeri a un passo dalla guerra.
Il conflitto, limitato temporalmente a soli quattro giorni, arriva nell'aprile 2016, allorché l'Azerbaigian sferra un'improvvisa e massiccia offensiva contro il Nagorno Karabakh, che causerà centinaia di morti e scontri violentissimi, in quella che è stata ribattezzata la Guerra dei quattro giorni in Nagorno Karabakh od anche "Seconda guerra del Nagorno Karabakh".
Solo l'intervento deciso della diplomazia internazionale (Russia e Stati Uniti in primo luogo) pone fine alla battaglia alla quale fanno seguito due incontri presidenziali a Vienna e San Pietroburgo.
Il 27 settembre 2020, le forze armate azere attaccano simultaneamente e pesantemente l'intera linea di contatto dando avvio a una nuova guerra che si concluderà quarantaquattro giorni dopo con un accordo-tregua firmato il 9 novembre. Questo nuovo conflitto, oltre a provocare migliaia di morti, determinerà una significativa modifica dei confini e della linea di contatto.